# Будберг, Оттон Романович
Барон Отто́н Рома́нович Бу́дберг (нем. Otto Bernhard Freiherr von Budberg-Bönninghausen; 1850—1907) — эстляндский губернский предводитель дворянства в 1893—1902 годах, член Государственного совета, камергер.

## Биография
Лютеранин. Из потомственных дворян Эстляндской губернии. Землевладелец той же губернии (два родовых имения — 2328 десятин и 1103 десятины).
Окончил Ревельское домское училище (1869) и юридический факультет Дерптского университета со званием кандидата прав.
По окончании университета в 1876 году поселился в имении Ваннамойс, где посвятил себя общественной службе и сельскому хозяйству. Последовательно занимал выборные должности: гакенрихтера, уездного судьи и Гапсальского уездного депутата дворянства (1881—1893). Одновременно состоял членом Эстляндской губернской по крестьянским делам комиссии (1886—1893).
В январе 1893 года был избран Эстляндским губернским предводителем дворянства и прослужил в этой должности три трехлетия. В первом трехлетии был награждён орденом Св. Владимира 3-й степени, во втором — званием камергера, а по окончании третьего трехлетия — чином действительного статского советника. На ландтаге 1902 года отказался от звания губернского предводителя и был избран ландратом эстляндского дворянства, в каковой должности оставался до 1907 года. Кроме того, состоял церковно-приходским попечителем и, некоторое время, главным церковным попечителем Гапсальского уезда, председателем Эстляндского сельскохозяйственного общества и общества призрения душевно-больных по Эстляндской губернии, в основании которого принимал деятельное участие. С введением в Прибалтийском крае судебной реформы был утвержден почетным мировым судьей Ревельско-Гапсальского мирового съезда.
14 апреля 1906 года избран членом Государственного совета от съезда землевладельцев Эстляндской губернии. Входил в группу центра. 17 февраля 1907 года был убит и ограблен на 9000 рублей у села Фикель членами боевой организации РСДРП (по другим данным — ПСР).

## Семья
С 1882 года был женат на Елизавете фон Деллингсгаузен.